# Ottersheim bei Landau
Ottersheim bei Landau ist eine Ortsgemeinde im Landkreis Germersheim in Rheinland-Pfalz. Sie gehört der Verbandsgemeinde Bellheim an.

## Geographie

### Lage
Der Ort liegt zwischen Germersheim und Landau in der Pfalz südlich der Queich. Zu Ottersheim gehören zusätzlich die Wohnplätze Eichenhof, Gärtnerhof, Marienhof und Rosenhof.

### Gewässer
Ganz im Norden der Gemarkung verläuft die Queich. Im Nordosten zweigt von ihr der Siegelbach ab. Mitten durch das Siedlungsgebiet führt der Brühlgraben.

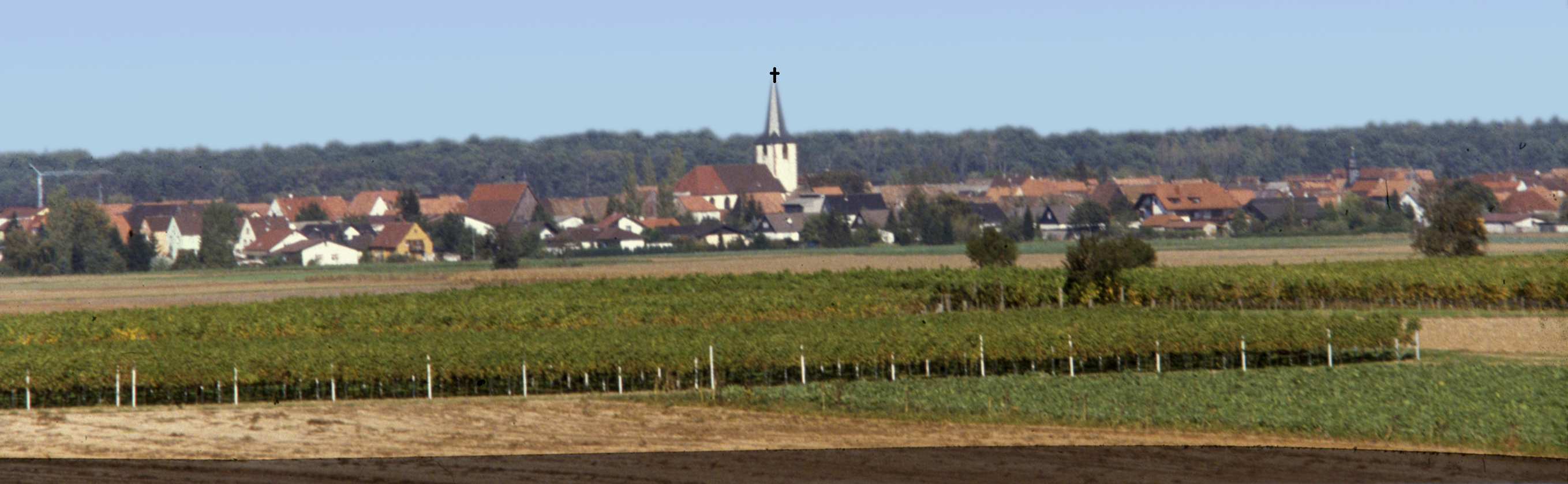
Panorama von Ottersheim

## Geschichte

### Frühgeschichte und Mittelalter
In der Ottersheimer Gemarkung wurden ein Steinbeil aus der jüngeren Steinzeit und verschiedene Gegenstände aus der Römerzeit gefunden. Der heutige Ort Ottersheim wurde während der Fränkischen Landnahme um das Jahr 500 gegründet, als dem Krieger Udomar und seiner Sippe das heutige Gemarkungsgebiet zugeteilt worden sein soll. Der Ort wurde nach heutiger Kenntnis erstmals 768 im Lorscher Codex als Udomarsheimer marca (Ottersheimer Gemarkung) urkundlich erwähnt. Über Hudamareshaim, Hoteresheim, Othersheim hat sich dann bis zum Jahre 1318 der bis heute gültige Name gebildet.:20 ff.

### Neuzeit
Bis zum Ende des 18. Jahrhunderts gehörte der Ort zur Kurpfalz und unterstand dort dem Oberamt Germersheim.
Von 1798 bis 1814, als die Pfalz Teil der Französischen Republik (bis 1804) und anschließend Teil des Napoleonischen Kaiserreichs war, war Ottersheim bis 1814 in den Kanton Germersheim eingegliedert. 1815 wurde der Ort Österreich zugeschlagen und kehrte in den Kanton Germersheim zurück. Bereits ein Jahr später wechselte Ottersheim wie die gesamte Pfalz in das Königreich Bayern. Von 1818 bis 1862 gehörte die Gemeinde dem Landkommissariat Germersheim an; aus diesem ging das Bezirksamt Germersheim hervor.
Seit 1939 ist der Ort Bestandteil des Landkreises Germersheim.
In der Zeit der Weimarer Republik schlug sich die katholische Prägung des Ortes in den Reichstagswahlen nieder, bei denen stets das Zentrum bzw. die Bayerische Volkspartei als Schwesterpartei die Mehrheit hatte. Bei den letzten in Wahlvorgang und Auszählung freien Wahlen im März 1933 nach der Machtergreifung Adolf Hitlers hatte die NSDAP einen vergleichsweise geringen Stimmenanteil von 28,7 %:129 (Wahlkreis Pfalz: 46,5 %, Deutsches Reich: 43,9 %).
79 Ottersheimer Männer starben als Soldaten im Zweiten Weltkrieg.:140 f. Das Dorf selbst überstand den Krieg weitestgehend unbeschadet: Es gab keinen Bombenangriff auf den Ort.:138
Nach dem Krieg wurde Ottersheim innerhalb der französischen Besatzungszone Teil des damals neu gebildeten Landes Rheinland-Pfalz. Im Zuge der ersten rheinland-pfälzischen Verwaltungsreform wurde  die Gemeinde 1972 in die neu geschaffene Verbandsgemeinde Bellheim eingegliedert.

## Bevölkerung

### Einwohnerentwicklung
Wenn nicht gesondert aufgeführt, ist die Quelle der Daten das Statistische Landesamt Rheinland-Pfalz.
| Jahr | Einwohner |
| ---- | --------- |
| 1802 | 644       |
| 1815 | 927       |
| 1835 | 986       |
| 1849 | 1068      |
| 1861 | 974       |
| 1871 | 975       |
| 1905 | 1029      |

| Jahr | Einwohner |
| ---- | --------- |
| 1939 | 1177      |
| 1950 | 1240      |
| 1965 | 1273      |
| 1970 | 1351      |
| 1975 | 1370      |
| 1980 | 1406      |
| 1985 | 1488      |

| Jahr | Einwohner |
| ---- | --------- |
| 1990 | 1613      |
| 1995 | 1784      |
| 2000 | 1851      |
| 2005 | 1848      |
| 2010 | 1809      |
| 2013 | 1839      |
| 2015 | 1844      |

### Religion

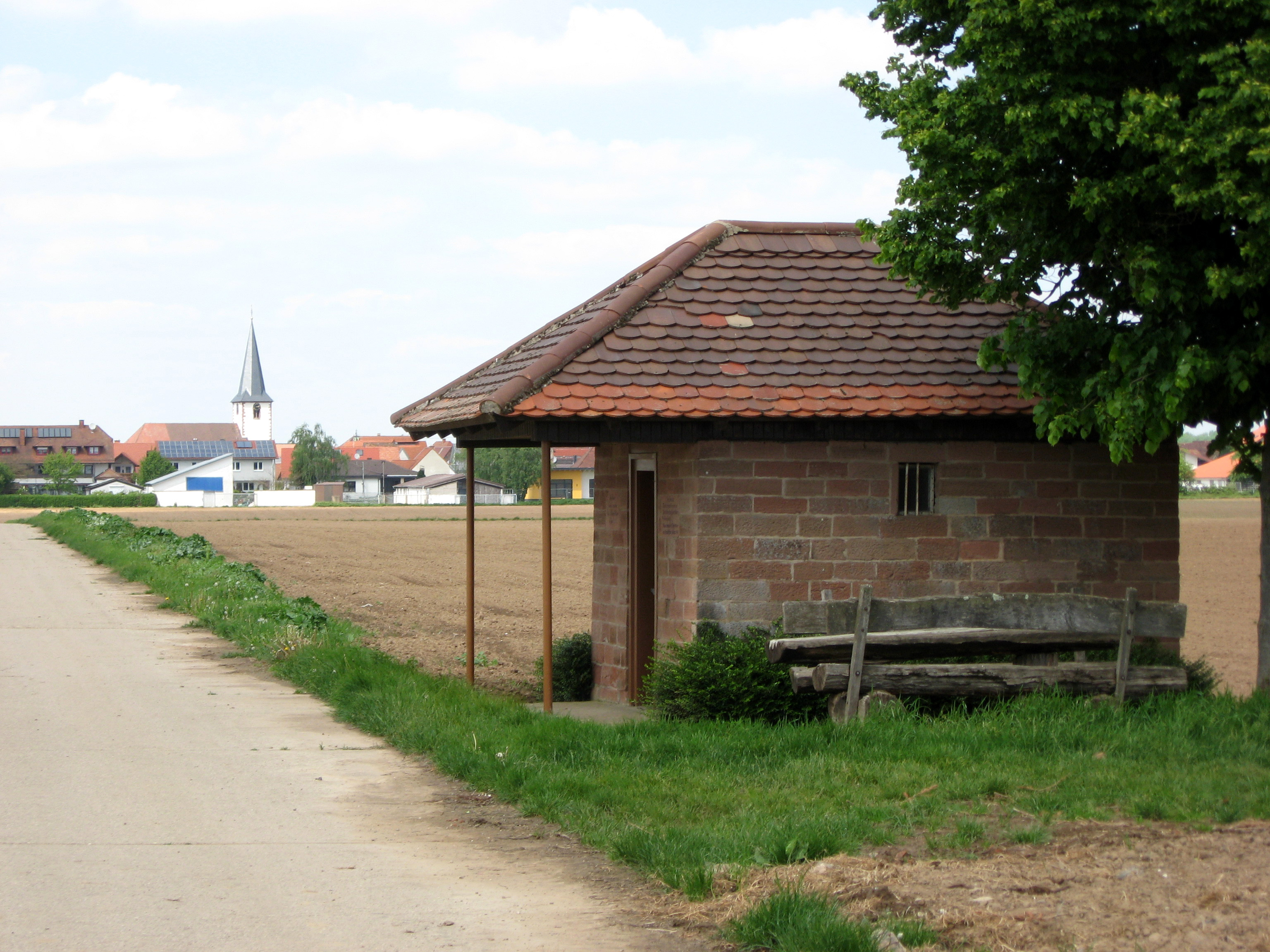
Kapelle in Ottersheim

1618 bis 1619 wurde die gegenwärtige Kirche St. Martin an der Stelle eines baufälligen Gotteshauses errichtet. Zur Zeit der Erbauung waren die Dorfbewohner reformierten Glaubens, was sich aber 1626 nach dem Erlangen der Kurwürde durch Maximilian von Bayern im Dreißigjährigen Krieg und 1650 mit der Umsetzung der Verpflichtung der Wiederherstellung der alten kirchlichen Verhältnisse als Bestandteil des Westfälischen Friedens jeweils änderte. Nach der Besetzung der Orte südlich der Queich durch Ludwig XIV. 1680 nahmen die Ottersheimer allmählich wieder den katholischen Glauben an und die Kirche wurde 1697 ausschließlich und bis in die Gegenwart endgültig den Katholiken zugesprochen.:156 ff.
Im Jahre 2012 gehörten 68,2 Prozent der Einwohner der katholischen Kirchen und 18,7 Prozent einer evangelischen Kirche an. Im Jahr 1871 waren von den 975 Einwohnern 804 als katholisch (82 Prozent), 169 als evangelisch (17 Prozent) und zwei als jüdisch registriert.

## Politik

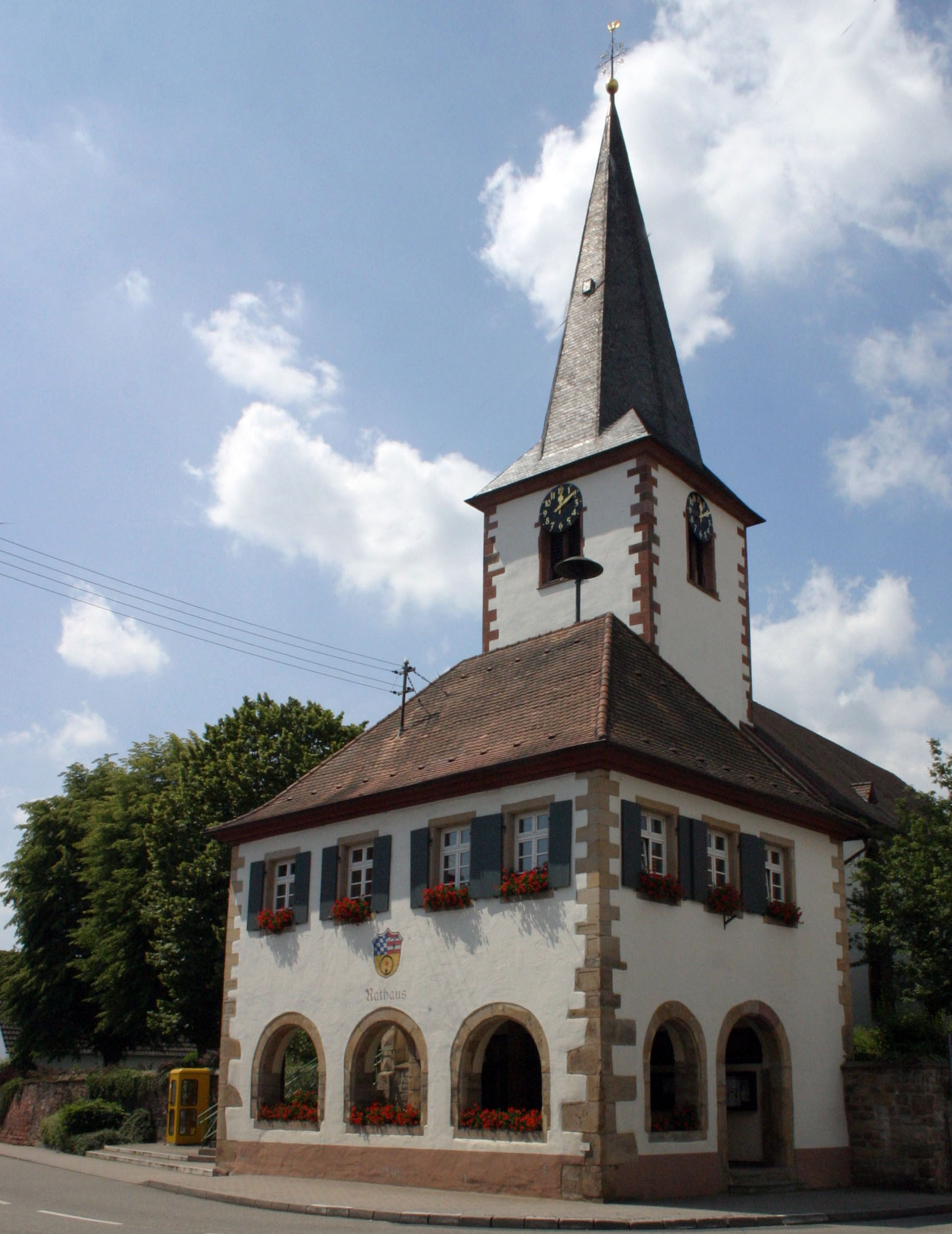
Rathaus vor der katholischen Pfarrkirche St. Martin

### Gemeinderat
Der Gemeinderat in Ottersheim besteht aus 16 Ratsmitgliedern, die bei der Kommunalwahl am 9. Juni 2024 in einer personalisierten Verhältniswahl gewählt wurden, und dem ehrenamtlichen Ortsbürgermeister als Vorsitzendem.
Die Sitzverteilung im Gemeinderat:
| Wahl | SPD | CDU | WG Kreiner | WG Job | Gesamt   |
| ---- | --- | --- | ---------- | ------ | -------- |
| 2024 | 1   | 3   | 5          | 7      | 16 Sitze |
| 2019 | 2   | 2   | 5          | 7      | 16 Sitze |
| 2014 | 2   | 6   | 8          | –      | 16 Sitze |
| 2009 | 2   | 5   | 9          | –      | 16 Sitze |
| 2004 | 2   | 7   | 7          | –      | 16 Sitze |

### Ortsbürgermeister
| Amtszeit  | Name          | Partei |
| --------- | ------------- | ------ |
| 1974–1979 | Hugo Müller   | CDU    |
| 1979–2004 | Helmut Stadel | FWG    |
| seit 2004 | Gerald Job    | WG Job |

Gerald Job wurde bei der Direktwahl am 9. Juni 2024 mit einem Stimmenanteil von 72,7 % für weitere fünf Jahre in seinem Amt bestätigt.

### Wappen
| Banner, Wappen und Hissflagge |  |
|                               |  |
|                               |  |

| | Blasonierung: „Geteilt und oben gespalten, oben rechts von Silber und Blau gerautet, oben links in Rot zwei silberne Balken, belegt mit einer schwarzen Armbrust, unten in Gold ein mit einem knopfartigen Zapfen am unteren Ring versehener schwarzer Ring, in dessen Mitte ein sechsstrahliger roter Stern schwebt.“ |
| Wappenbegründung: Die Rauten symbolisieren die ehemalige Zugehörigkeit zur Kurpfalz, die Farben Silber und Rot stehen für die Herren von Ochsenstein, die im 14. und 15. Jahrhundert die Lehnsherrschaft ausübten und die Armbrust entstammt dem Kloster Eußerthal, das seit 1311 Patronsherr war. Der Ring geht zurück auf das örtliche Gerichtssiegel aus dem Jahr 1746. Es wurde 1954 vom Mainzer Innenministerium genehmigt. | |

## Kultur und Sehenswürdigkeiten

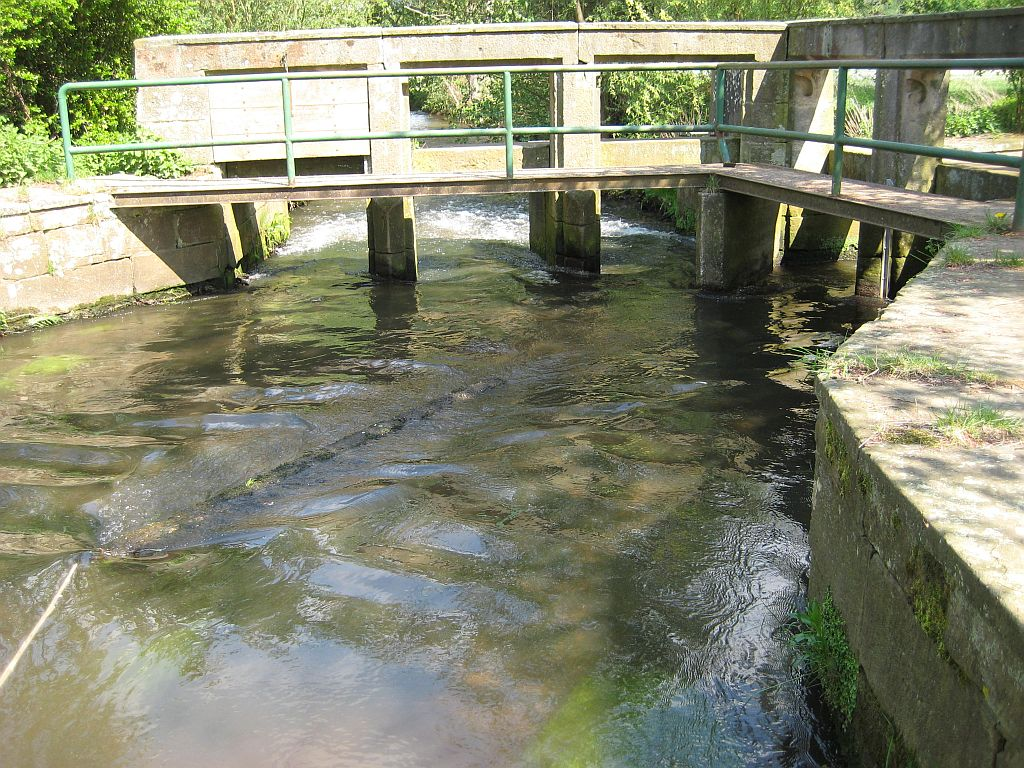
Denkmalgeschützte Ottersheimer Teilungswehr

### Kulturdenkmäler
Vor Ort existieren insgesamt 16 Objekte, die unter Denkmalschutz, darunter die Ottersheimer Teilungswehr.

### Medien
Die Gemeinde Ottersheim hat im Jahr 2011 sowohl den Kreis-, Gebiets- und den Landesentscheid beim Wettbewerb Unser Dorf hat Zukunft gewonnen und ist damit der rheinland-pfälzische Landessieger 2011.
Die Lange Straße in Ottersheim, ein wesentlicher Bestandteil des Ortskerns, wurde 2014 in der Reihe „Hierzuland“ im SWR-Fernsehen porträtiert.

### Veranstaltungen
Die 28. Deutsche Meisterschaft Doublette im Pétanque fand am 17. und 18. Mai 2008 in der Gemeinde statt.

### Wiesenbewässerung
Jahrhunderte wurden im entlang der Queich die Wiesen bewässert. In den 1970er und 1980er Jahren ging diese traditionelle Bewässerung durch die geringere Bedeutung für die Landwirtschaft im Einzugsgebiet der Queich zunehmend verloren. Lediglich die Gemeinden Ottersheim und Offenbach hielten an der traditionellen Bewässerung fest. Im Jahr 1996 fanden sich Landwirte, Naturschützer und Kommunen in der IG Queichwiesen mit dem Ziel zusammen, die Wiesenbewässerung zu erhalten und zu reaktivieren. Die Gemeinde Ottersheim übernahm die Federführung. Zwischenzeitlich werden wieder 450 Hektar Wiesen bewässert. Seit 2018 ist die „Wiesenbewässerung in den Queichwiesen zwischen Landau und Germersheim“ in Deutschland als Immaterielles Kulturerbe anerkannt. Und als Folge einer gemeinsamen Bewerbung mit ähnlichen Initiativen in sieben europäischen Staaten hat die UNESCO im Dezember 2023 die „Traditionelle Bewässerung in Europa“ zum „Immateriellen Kulturerbe der Menschheit“ erklärt.

## Wirtschaft und Infrastruktur

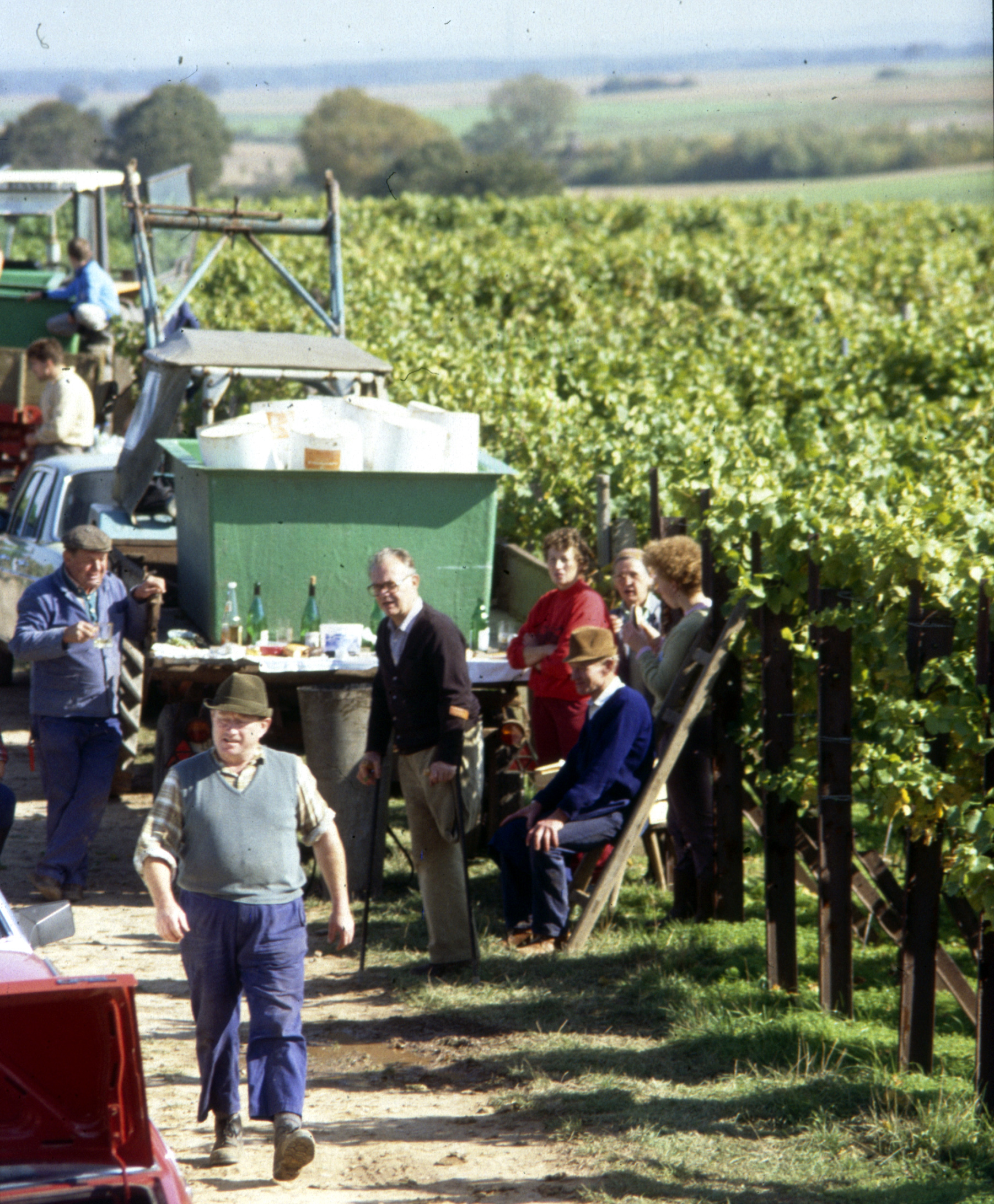
Weinlese in Ottersheim im Jahr 1990

### Wirtschaft
In Ottersheim wird Weinbau betrieben und ist als solches Teil des Weinanbaugebiets Pfalz. Vor Ort befindet sich die Einzellage Kahlenberg. Diese gehört zur Großlage Trappenberg im Bereich Südliche Weinstraße. Seit 1996 ist vor Ort außerdem die Brauerei Ottersheimer Bärenbräu ansässig.

### Verkehr
Durch den Ort führt die Landesstraße 509, die von Landau in der Pfalz im Westen bis zur Bundesstraße 9 verläuft. Anschluss an die Bundesstraße 9, die von Karlsruhe nach Speyer führt, besteht im Osten der Gemeinde bei Bellheim. Im Westen besteht bei Landau in der Pfalz Anschluss an die Bundesautobahn 65, die von Karlsruhe über Neustadt an der Weinstraße nach Ludwigshafen am Rhein führt.

Ottersheim gehört zum Verkehrsverbund Rhein-Neckar und wird von den Buslinien 550, 559 und 552 bedient. Die nächsten Bahnhöfe für den Regionalverkehr sind Bellheim (Linie Germersheim-Karlsruhe), Germersheim (Richtung Karlsruhe, Ludwigshafen/Mannheim/Heidelberg und Bruchsal) und Landau in der Pfalz (Richtung Karlsruhe, Neustadt an der Weinstraße inklusive Anschluss nach Kaiserslautern und Ludwigshafen/Mannheim oder Pirmasens). Die nächsten Fernverkehrsbahnhöfe sind Neustadt an der Weinstraße, Karlsruhe und Mannheim.

### Behörden
Die Gemeinde gehört zum Zuständigkeitsbereich des Amtsgericht Germersheim.

## Persönlichkeiten

### Ehrenbürger
- 1968: Friedrich Steegmüller (* 13. März 1910, † 30. Dezember 2002), Leitender Regierungsdirektor, Ortschronist[24]:144 f.
- 2004, 31. August: Berthold Feldmann (* 15. Dezember 1932), Schulleiter[24]:146 f.

### In Ottersheim bei Landau geboren
- Otto Eichenlaub (1898–1954), Politiker (CDU)

### Personen, die vor Ort gewirkt haben
- Franz Christoph Günther (1770–1848),  katholischer Priester, Dompfarrer und Domkapitular in Speyer, leitete von 1809 bis 1814 die örtliche Pfarrei
- Wilhelm Metz (1828–1888), Zeichenlehrer, Komponist, Organist und Orgelsachverständiger, erstellte ein Gutachten über die Orgel in der katholischen Kirche